# Totonacapan
Totonacapan es el nombre de una región mexicana que se sitúa fundamentalmente en el norte del Estado de Veracruz. Esta región se conformó originalmente en torno a la ciudad prehispánica de El Tajín y posteriormente, en la época colonial y hasta la actualidad, en torno a la ciudad de Papantla.
Aunque comprende una amplia zona, en la que se desarrolló la cultura totonaca, en la actualidad la región se considera desde el río Cazones, al norte, hasta las poblaciones de Gutiérrez Zamora y Tecolutla, al sur. Algunas otras localidades de Veracruz comprendidas en la región del Totonacapan, son, Cazones, Coatzintla y Poza Rica.